# Liste des députés allemands
- Liste des députés allemands de la République de Weimar (9e législature) et du Troisième Reich (1re législature)
- Liste des députés allemands sous le Troisième Reich (2e législature)
- Liste des députés allemands sous le Troisième Reich (3e législature)
- Liste des députés allemands sous le Troisième Reich (4e législature)